# 德胜门之战
德胜门之战是后金于1629年己巳之变爆发之后，皇太极率领八旗军破关爆发的一场战争，因战争发生于德胜门而得名。

## 战役过程
十一月二十日，皇太极率大军设立营地在北京城北，分为两翼。侦察兵报告皇太极，明军正集结在德胜门等地。皇太极率领右翼的军队前进。另外得到报告称东南边也有明军袁崇焕部队集结，皇太极于是派遣左翼军队前去攻击。
皇太极先派兵侦察德胜门明军，确认是大同总兵官满桂和宣府总兵官侯世禄的军队。皇太极传令，让炮手先靠近射击，引诱明军火炮反击，等待明军的炮火停止，在填装弹药的空隙，后金军大队趁机进攻。然后，大军按照皇太极给出的方略，两路军队进攻。
皇太极亲率大贝勒代善和贝勒济尔哈朗、岳讬、杜度、萨哈廉等，统领满洲右翼四旗，以及右翼蒙古兵，排兵布阵。
于是后金军先发炮轰击。明军枪炮反击至暂时停火。
后金军发动进攻，蒙古兵及正红旗护军从西面突击，正黄旗护军从旁冲杀。
明军崩溃。城上明军火炮射击，但射程短，打不中后金军，只能打中明军满桂，炮击导致满桂队伍很多人死伤。
后金军进攻驱赶明军到狭窄的地方，并消灭了大量明军。有些明军逃离战场，皇太极又派遣亲兵追击斩杀了大量明军溃兵。

## 结果
根据兵部记录，宣府镇大同镇前后合计派发了一万六千名士兵，勤王北京。
开战前抵达城门下的宣府大同军队，合计士兵一万以上。但是都战败崩溃，或死或逃跑了。满桂的大同镇军队伤亡很多，战后满桂身边还有大约一二百名士兵， 躲藏在了城外一处关羽庙里面。皇帝派人收拾战场上遗留的兵器，并让满桂进入北京城内。 侯世禄的宣府军队则大多逃跑了，而溃兵又掠夺祸乱民间。
此战德胜门溃败的逃兵掠夺民间时，皆伪称自己是袁兵，即袁崇焕辽军。
战役期间，城墙上的京营则用大炮射击，但城上放的炮弹误伤了满桂兵，导致满桂部队遭受了重大伤亡。都察院的官员张道泽对京营总管的李邦华提起了弹劾，言官们也纷纷上书表达意见，最终李邦华被免职，被安排了退休。
同一天北京城下也爆发了广渠门之战，以明军袁崇焕队伍胜利告终。